# 시어도어 포스톨
시어도어 포스톨(Theodore A. Postol, 1946년 ~ )은 미국 매사추세츠 공과대학교의 과학, 기술, 국제 안보 교수이다. 미국 정부가 추진해온 미사일 방어에 대해 비판적인 학자로 유명하다.

## 생애
매사추세츠 공과대학교에서 물리학을 전공한 뒤 원자력공학 박사 학위를 받았다. 아르곤 국립 연구소과 미국 기술평가원에서 일했다. 또 미 해군 작전부장의 과학 고문으로 일했다. 1980년대 말부터 스탠포드대학교 등 학계에서 군사기술 관련 연구에 종사했다.

## 미사일 방어비판

### 패트리어트 미사일
패트리어트 미사일은 걸프 전쟁 사막의 폭풍 작전에서 이라크의 스커드 미사일을 막기 위해서 사용됐다. 미국 육군은 사우디아라비아에서 요격 성공률이 80%, 이스라엘에서 성공률이 50%라고 주장했다가, 나중에는 각각 70%와 40%라고 낮췄다. 조지 H. W. 부시 대통령은 97% 이상이라고 주장하기도 했다. 하지만 포스톨은 1992년 4월 하원 위원회에서 "걸프 전쟁 기간에 패트리어트 미사일의 요격 성공률은 매우 낮았다. 예비조사를 살펴보면 10% 이하이거나, 심지어 제로(0)인 경우도 있었다"고 발언했다.

### 아이언 돔
포스톨은 2014년 아이언 돔의 효과에 대해 의문을 제기했다.